# أنتوني بانكاريل
أنتوني بانكاريل (15 مايو 1971

 في ميلاو) (بالفرنسية: Anthony Bancarel)‏ لاعب كرة قدم فرنسي معتزل كان يجيد اللعب في مركز المهاجم .

## أندية لعب فيها
لعب بانكاريل في أندية تولوز (1989-1994) بوردو (1994-1997) كاين بالإعارة (1996-1997) غينغان (1997-1998) سيون السويسري (1998-1999) كريتيل (1999-2000) أجاكسيو (2001) تولوز مجددا (2001-2003) .
ساهم بانكاريل في تأهل نادي بوردو إلى المباراة النهائية لبطولة كأس الاتحاد الأوروبي موسم 1995/1996 ثم الخسارة من نادي بايرن ميونخ الألماني 1/5 في مجموع المباراتين.

## روابط خارجية
- أنتوني بانكاريل على موقع رابطة كرة القدم الفرنسية للمحترفين (الإنجليزية)
- أنتوني بانكاريل على موقع قاعدة بيانات كرة القدم.إي يو (الإنجليزية)
- أنتوني بانكاريل على موقع ليكيب (الفرنسية)
- أنتوني بانكاريل على موقع عالم كرة القدم.نت (الإنجليزية)